# Natan Ramet
Pour les articles homonymes, voir Ramet.
Natan Ramet, né à Varsovie, le 5 juin 1925 et mort le 4 avril 2012 est un déporté juif belge rescapé des camps de concentration d'Auschwitz et de Dachau. À partir de 1990, il sera l'un des témoins de la Shoah qui prendra part à de nombreuses actions de sensibilisation des jeunes.

## Biographie
Pendant la grande crise, sa famille émigre à Anvers en 1930. Natan Ramet sera scolarisé dans une école francophone pour ses études primaires et sera ensuite inscrit à Berchem, dans un collège néerlandophone, pour y poursuivre ses humanités. Il est confronté à l'antisémitisme ambiant qui règne à Anvers dans les années 1930. À l'été 1942, peut-être à la suite de la première rafle anversoise du 15 août 1942, Natan accompagne son père, Judka Ramet à Bruxelles. Ils portent l'étoile juive. Ils sont arrêtés par les feldgendarmes qui les amènent à Malines, à la caserne Dossin d'où ils seront déportés avec le Convoi n° 6 du 29 août 1942. Le train fera une halte en gare de Kosel. Ils furent tous deux choisis à Kosel comme "aptes au travail". Le papa meurt à Trzebinia, le 29 décembre 1942 après avoir fait 4 camps. Natan, son fils, en fera onze et survivra à plusieurs marches de la mort. Natan sera libéré par les américains le 2 mai 1945. Natan retrouvera sa maman et sa sœur, Félicie qui, alertées, avait pu rejoindre la clandestinité.
Après la guerre, Natan apprend le métier de diamantier et il créera sa propre entreprise. À Partir de 1990, il s'investira particulièrement dans le travail de témoignage auprès des jeunes.
Il est président-fondateur depuis 1996 du Musée Juif de la Déportation et de la Résistance. Il est président d'honneur de la Caserne Dossin, Mémorial, musée et centre de documentation de l'Holocauste et des Droits de l'homme. Il est également administrateur de l'organisme de bienfaisance "de Centrale" à Anvers.

## Reconnaissances
- Mensch de l’Année (1999)
- Docteur honoris causa de la VUB (2005)
- Il est élevé au rang de chevalier par le roi Albert II de Belgique en 2005.